# 2001 aux échecs
| Années des échecs : 1998 - 1999 - 2000 - 2001 - 2002 - 2003 - 2004    |
| Décennies des échecs : 1970 - 1980 - 1990 - 2000 - 2010 - 2020 - 2030 |

Cette page recense les événements liés au monde des échecs qui ont eu lieu en 2001.

## Événements majeurs
- 21/25 mars : Coupe du monde de parties rapides à Cannes (catégorie 18) – victoire en finale de Garry Kasparov sur Bareiev  1,5-0,5
- 5/15 novembre : Championnat d’Europe par équipes à León en Espagne : victoire des Pays-Bas chez les hommes et de la France chez les femmes.
- 25 novembre au 14 décembre : Zhu Chen remporte le titre de championne du monde féminine[1].
- Le hongrois Péter Ács devient champion du monde des moins de 20 ans. Le titre féminin est remporté par l'Indienne Humpy Koneru.

## Tournois et opens

### 1ertrimestre
- 26 décembre - 3 janvier : Tchernichov remporte le mémorial Steinitz à Prague (7/9).
- Du 8 au 18 janvier : le 6e open de Linares est gagné par Zurab Sturua et Bacrot ex aequo avec 8,5 points sur 11.
- Du 13 au 28 janvier : le tournoi de Wijk aan Zee (catégorie 19) est remporté par Kasparov avec 9 points sur 13[2]. Le tournoi B (catégorie 10) est gagné par Mikhail Gourevitch.
- Du 23 février au 6 mars : le tournoi de Linares en double ronde (catégorie 19) est remporté par Garry Kasparov avec 7,5 points sur 10, laissant tous ses adversaires à 3 points[3].
- Du 24 février au 3 mars : l’open de Cappelle-la-Grande voit la victoire ex æquo de Vladimir Chouchelov et Einar Gausel avec 7,5 points sur 9.
- Du 17 au 29 mars : le tournoi d'échecs Melody Amber à Monaco (cadence rapide et parties en aveugle) est remporté par Veselin Topalov et Vladimir Kramnik avec 15 points sur 22.

### 2etrimestre
- Du 11 au 20 avril : le Masters d'échecs d'Enghien (catégorie 17) est remporté par Vladimir Akopian avec 6 points sur 9[4].
- Du 5 au 20 mai : Francisco Vallejo Pons remporte le mémorial Capablanca.
- Du 13 au 22 mai : Kiril Georgiev remporte le tournoi de Sarajevo[4].
- Du 13 au 22 mai : Viswanathan Anand gagne le tournoi quadrangulaire de Mérida (catégorie 18) avec 4,5 points sur 6[4].
- Du 20 au 27 mai : dans le tournoi des jeunes maîtres de Lausanne, Lázaro Bruzón bat Étienne Bacrot en finale.
- Du 20 mai au 1er juin :  le tournoi d’Astana (catégorie 20) est remporté par Garry Kasparov avec 7 points sur 10[4].
- Du 8 au 10 juin : le tournoi de León (cadence rapide) voit la victoire de Viswanathan Anand.
- Du 25 juin au 3 juillet : le tournoi fermé de Clichy (catégorie 14) est gagné par Stuart Conquest avec 6 points sur 9[4].
- En juin, Michael Adams remporte le Festival de Mayence avec 9,5 points sur 11.

### 3etrimestre
- Du 12 au 20 juillet : le tournoi d'échecs de Dortmund (catégorie 21) est remporté par Vladimir Kramnik avec 6,5 points sur 10[4].
- Du 23 juillet au 2 août : le festival d'échecs de Bienne (catégorie 17) voit la victoire de Viktor Kortchnoï avec 6 points sur 10[4].
- Du 18 au 19 août : le tournoi rapide de Villarrobledo en Espagne est remporté par Viswanathan Anand et Alexeï Chirov.
- Du 4 au 13 septembre : le Mémorial Najdorf (catégorie 14) est remporté par Anatoli Karpov avec 6,5 points sur 9.

### 4etrimestre
- Du 14 au 20 octobre : le Tournoi Essent à Hoogeveen (catégorie 17) est remporté par Loek van Wely et Judit Polgar, qui se partagent la première place avec 3,5 points sur 6[4].
- Du 29 octobre au 1er novembre : Viswanathan Anand gagne le Corsica Master à Bastia (cadence rapide).

## Matches amicaux
- 16/23 janvier : match nul à Donetsk entre Viktor Kortchnoï et Ponomariov 4-4
- 26 juin/1er juillet : match entre Anand et Kramnik 5-5 en parties rapides, puis 1,5-0,5 en départage en blitz
- octobre : Étienne Bacrot et Emil Sutovsky font match nul 3-3
- 1er/9 décembre : en marge du championnat du monde Kasparov et Kramnik disputent un match en 20 parties (4 lentes, 6 rapides, 10 blitz). Kramnik l’emporte 11,5 à 8,5

## Championnats continentaux et nationaux individuels

### Championnats continentaux individuels
| Compétition                              | Champion mixte | Championne |
| ---------------------------------------- | -------------- | ---------- |
| Championnat d'Afrique d'échecs           |                |            |
| Championnat d'Asie d'échecs              |                |            |
| Championnat d'Amérique d'échecs          |                |            |
| Championnat d'Europe d'échecs individuel |                |            |
| Championnat d'Océanie d'échecs           |                |            |

### Championnats nationaux individuels
- Argentine : Rubén Felgaer remporte le championnat[5],[6]. Chez les femmes, Carolina Luján[7] s’impose.
- Autriche : Siegfried Baumegger remporte le championnat[8]. Chez les femmes, Helene Mira s’impose[9].
- Belgique : Mikhail Gourevitch remporte le championnat[10]. Chez les femmes, Irina Gorshkova s’impose[11].
- Canada : Alexandre Lesiege et Kevin Spraggett remportent le championnat[12]. Chez les femmes, Nava Starr s’impose [13].
- Brésil: Giovanni Vescovi remporte le championnat[14]. Chez les femmes, c’est Tatiana Peres Duarte qui s’impose.
- Chine :  Zhang Zhong remporte le championnat[15]. Chez les femmes, Wang Lei s’impose.
- Écosse : Jonathan Rowson remporte le championnat[16].
- Espagne : Miguel Illescas remporte le championnat[17]. Chez les femmes, c’est Yudania Hernàndez qui s’impose[18].
- États-Unis : Pas de championnat masculin[19], ni féminin[20].
- Finlande: Joose Norri remporte le championnat[21].
- France : Étienne Bacrot remporte le championnat[22]. Chez les femmes, Nepeina Leconte   s’impose[23]. 
  - Juillet : Christian Bauer est champion de l'open de Paris
- Grèce : Hristos Banikas[24]
- Guatemala : Carlos Armando Juárez[25]
- Inde : Dibyendu Barua remporte le championnat[26].
- Iran (calendrier persan : 1380) : Elshan Moradi remporte le championnat[27].
- Islande : Hannes Hlífar Stefánsson[28]
- Japon: Akira Watanabe remporte le championnat[29].
- Kosovo : Naim Sahitaj[30]
- Namibie : Charles Eichab[31]
- Pays-Bas : Loek van Wely remporte le championnat [32]. Chez les femmes, c’est Zhaoqin Peng[33] qui s’impose.
- Pologne : Robert Kempiński remporte le championnat[34].
- Portugal : Chez les femmes, Catarina Leite[35]
- Royaume-Uni : Joseph Gallagher remporte le championnat[36].
- Russie : Alexandre Motylev remporte le championnat[37].
- Suisse : Roland Ekström remporte le championnat [38]. Chez les dames, c’est Monika Seps qui s’impose[39].
- Ukraine : Oleksandr Berelovych remporte le championnat[40],[41]. Chez les femmes, Anna Zatonskih s’impose[42].
- Viêt Nam : Dao Thien Hai remporte le championnat[43].
- RF Yougoslavie : Branko Damljanovic, Aleksandar Kovacevic, Dejan Pikula et Nikola Ostojic remportent le championnat[44]. Chez les femmes, Irina Chelushkina s’impose.
- Zambie : Nase Lungu remporte la première édition du championnat[45]

## Évolution des classements mondiaux en 2001
Les joueurs d'échecs ont un classement Elo mis à jour chaque mois par la FIDE en fonction de leurs résultats sportifs, et chaque partie jouée rapporte ou retire des points Elo aux joueurs. Au cours de l'année 2001, plusieurs progressions au classement Elo sont remarquées.

### Classement mixte
| Rang 2002 | Nom                  | Né en | Fédération | Elo 2002 | Rang 2001 | Elo 2001 | Évolution     |
| --------- | -------------------- | ----- | ---------- | -------- | --------- | -------- | ------------- |
| 1         | Garry Kasparov       | 1963  | Russie     | 2 838    | 1         | 2 849    | 11            |
| 2         | Vladimir Kramnik     | 1975  | Russie     | 2 809    | 3         | 2 772    | 37            |
| 3         | Viswanathan Anand    | 1969  | Inde       | 2 757    | 2         | 2 790    | 33            |
| 4         | Michael Adams        | 1971  | Angleterre | 2 742    | 4         | 2 746    | en stagnation |
| 5         | Alexander Morozevich | 1977  | Russie     | 2 742    | 6         | 2 745    | en stagnation |
| 6         | Veselin Topalov      | 1975  | Bulgarie   | 2 739    | 8         | 2 718    | 21            |
| 7         | Ruslan Ponomariov    | 1983  | Ukraine    | 2 727    | 21        | 2 677    | 50            |
| 8         | Vassily Ivanchuk     | 1969  | Ukraine    | 2 717    | 9         | 2 717    | en stagnation |
| 9         | Alexei Shirov        | 1972  | Espagne    | 2 715    | 7         | 2 718    | en stagnation |
| 10        | Peter Leko           | 1979  | Hongrie    | 2 713    | 5         | 2 745    | 32            |

### Classement femmes
| Rang 2002 | Nom                        | Née en | Fédération | Elo 2002 | Rang 2001 | Elo 2001 | Évolution     |
| --------- | -------------------------- | ------ | ---------- | -------- | --------- | -------- | ------------- |
| 1         | Judit Polgár               | 1976   | Hongrie    | 2 677    | 1         | 2 676    | en stagnation |
| 2         | Xie Jun                    | 1970   | Chine      | 2 562    | 2         | 2 557    | en stagnation |
| 3         | Humpy Koneru               | 1987   | Inde       | 2 539    | —         | —        |               |
| 4         | Maia Tchibourdanidzé       | 1961   | Géorgie    | 2 516    | 5         | 2 525    | en stagnation |
| 5         | Alissa Galliamova          | 1972   | Russie     | 2 514    | 3         | 2 554    | 40            |
| 6         | Pia Cramling               | 1963   | Suède      | 2 508    | 9         | 2 492    | 16            |
| 7         | Zhu Chen                   | 1976   | Chine      | 2 505    | 4         | 2 538    | 33            |
| 8         | Wang Lei                   | 1975   | Chine      | 2 499    | 13        | 2 473    | 26            |
| 9         | Almira Skripchenko-Lautier | 1976   | France     | 2 498    | 21        | 2 450    | 38            |
| 10        | Nana Iosseliani            | 1962   | Géorgie    | 2 491    | 8         | 2 499    | en stagnation |

### Par nation
Écosse : Création de Chess Scotland, fédération écossaise des échecs, qui regroupe la Scottish Chess Association  (SCA) et la Scottish Junior Chess Association(SJCA). La nouvelle entité s'inscrit dans la continuité juridique de la SCA.

## Nécrologie
- En 2001 : Lionel Joyner (en)
- 24 février : Claude Shannon
- 4 mars : Gerardo Barbero
- 23 mars : Karlis Ozols (en)
- 27 mars : Tereza Štadler
- 1er avril : Eugênio German (en)
- 3 avril : Martin Christoffel (en)
- 7 mai : Thor Støre (en)
- 30 mai : Haakon Opsahl (en)
- 3 juin : Friedl Rinder
- 4 août : Claude Bloodgood (en)
- 16 août : Carmine Nigro (en)
- 5 septembre : Chantal Chaudé de Silans
- 8 septembre : Pedro Donoso Velasco (en)
- 10 septembre : Alekseï Souétine
- 22 octobre : Norman Lessing (en)
- 9 novembre : Witold Balcerowski (en)
- 12 novembre : Tony Miles
- 23 novembre : Wilfred Attard (en)
- 2 décembre : John W. Collins (en)